# Vapila

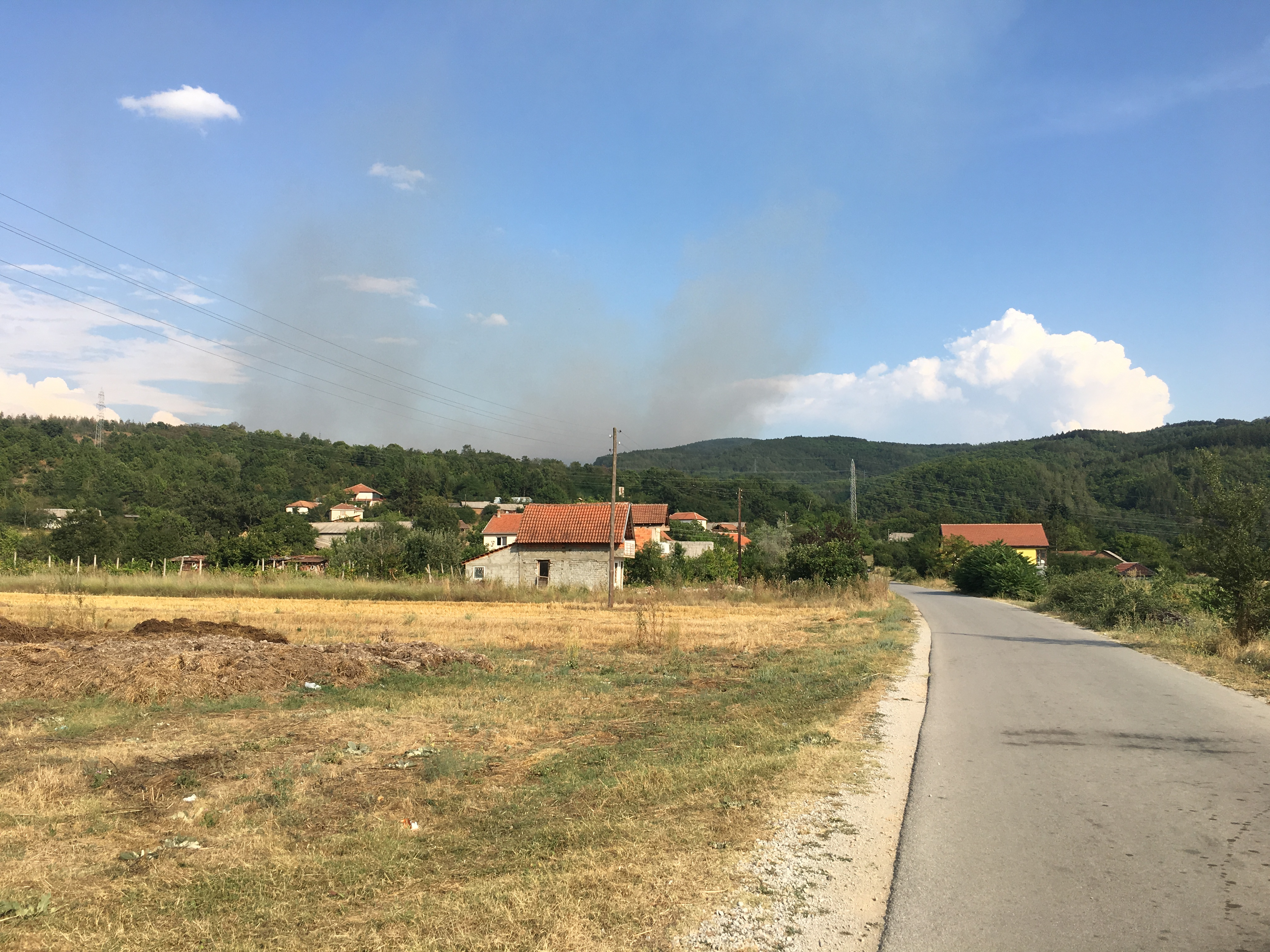
Pohled na vesnici Vapila

Vapila (makedonsky: Вапила) je vesnice v Severní Makedonii. Nachází se v opštině Ochrid v Jihozápadním regionu. Dříve bývala součástí opštiny Kosel. 
Název pochází z období, kdy území Makedonie spadalo pod nadvládu Osmanské říše a nazývala se Vapile. 
První zmínky o vesnici pochází z 30. let 19. století, kdy se na místě usadili 3 slovanské křesťanské rodiny. 

## Demografie
Podle sčítání lidu z roku 2002 žije ve vesnici 112 obyvatel, všichni jsou Makedonci. 
| Rok            | 1900 | 1905 | 1948 | 1953 | 1961 | 1971 | 1981 | 1991 | 1994 | 2002 |
| -------------- | ---- | ---- | ---- | ---- | ---- | ---- | ---- | ---- | ---- | ---- |
| Počet obyvatel | 64   | 64   | 268  | 303  | 314  | 285  | 249  | 161  | 124  | 112  |